# Magherafelt

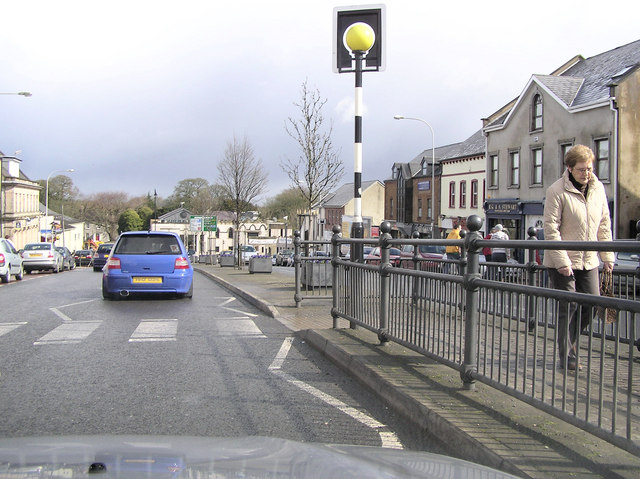
Magherafelt

Magherafelt (iriska: Machaire Fíolta) är ett samhälle i distriktet Mid Ulster och grevskapet Londonderry i Nordirland beläget vid Lough Neagh. Samhället hade år 2001 totalt 8 372 invånare och var fram till 2015 administrationscentrum för distriktet Magherafelt. 
Magherafelt grundlades av Salters' Company från City of London under bosättningen i Ulster under 1600-talet.
Samhället är känt för sin årliga kulturfestival. Floden Moyola, som är populär bland sportfiskare, rinner strax utanför staden.